# Balduin I av Flandern
Balduin I av Flandern, född 830, död 879, var regerande greve av Flandern från 862 till 879. Han fick området som grevskap av den franska kungen och var den första greven av grevskapet Flandern. 